# Tamarix dioica
Tamarix dioica är en tamariskväxtart som beskrevs av William Roxburgh. Tamarix dioica ingår i släktet tamarisker, och familjen tamariskväxter. Inga underarter finns listade.